# Harbiye, Defne
Harbiye  (tiếng Hy Lạp cổ: Dàphne, Δάφνη; tiếng Ả Rập دفنه hoặc Harbiyat, حربيات) là một xã thuộc huyện Defne, thành phố Hatay, Thổ Nhĩ Kỳ. Từng là một thị trấn thuộc thành phố tỉnh lỵ Antakya, tỉnh Hatay, dân số thời điểm năm 2011 là 25.001 người,, năm 2012, Harbiye được nhập về huyện Defne mới thành lập.
Daphne từng là một thành phố nghỉ dưỡng nổi tiếng thời cổ đại dưới thời kỳ vương triều Seleukos. Nơi đây nổi tiếng vì những thác nước, biệt thự và đặc biệt là cây thụy hương (danh pháp khoa học: Daphne), một loại thực vật mà tên của nó trong tiếng Hy Lạp được dùng để đặt tên cho thành phố. Tuy nhiên thành phố cũng nổi tiềng vì "đặc sản" động đất, rất nhiều công trình cổ đã bị động đất phá hủy trong suốt chiều dài lịch sử của thành phố.